# Nandlstadt
Nandlstadt er en købstad (markt) i Landkreis Freising Regierungsbezirk Oberbayern i den tyske delstat Bayern, og regnes for den ældste humledyrkningsby i verden.
Byen ligger i trekanten mellem byerne Freising, Moosburg og Mainburg.

## Bydele, landsbyer og bebyggelser
I Kommunen er der ud over Nandlstadt disse bydele, landsbyer og bebyggelserAiglsdorf, Airischwand, Altfalterbach, Andorf, Bauernried, Baumgarten, Bockschwaig, Brudersdorf, Faistenberg, Figlsdorf, Großgründling, Gründl, Hadersdorf, Hausmehring, Höll, Holzen, Kainrad, Kitzberg, Kleingründling, Kleinwolfersdorf, Kollersdorf, Kronwinkl, Meilendorf, Oberholzhäuseln, Oberschwaig, Rehloh, Reith, Riedglas, Riedhof, Schatz, Spitz, Thalsepp, Tölzkirchen, Unterholzhäuseln, Wadensdorf, Weihersdorf, Zeilhof og Zulehen.